# Referendum w Krakowie w 2014 roku
Referendum lokalne w Krakowie odbyło się 25 maja 2014, w tym samym dniu, co wybory do Parlamentu Europejskiego. 
Początkowo referendum miało dotyczyć jedynie kwestii starań Krakowa o organizację Zimowych Igrzysk Olimpijskich w 2022 roku. Za głosowaniem opowiadali się m.in. przeciwnicy tej imprezy skupieni wokół inicjatywy „Kraków Przeciw Igrzyskom”, którzy powoływali się na przykłady referendów przeprowadzonych w innym miastach i regionach starających się o igrzyska: w szwajcarskiej Gryzonii, Monachium, Oslo i Sztokholmie. 
Władze lokalne były najpierw przeciwne referendum w tej sprawie, ale 24 marca 2014 za ideą jego organizacji opowiedział się prezydent miasta Jacek Majchrowski. Początkowo proponowano termin na początku czerwca 2014, gdyż Państwowa Komisja Wyborcza wskazywała, że nie powinno się go łączyć z wyborami do Parlamentu Europejskiego. Zalecenie to jednak nie jest wiążące dla samorządów lokalnych, dlatego też postanowiono o przeprowadzeniu referendum w dniu wyborów - komisje referendalne muszą być jednak w innych pomieszczeniach niż komisje wyborcze. Decyzja ta była spowodowana tym, że połączenie tych dwóch głosowań może sprzyjać przekroczeniu progu udziału 30% uprawnionych do głosowania, dzięki czemu wynik referendum będzie wiążący.
Decyzję o organizacji referendum podjęto podczas nadzwyczajnej sesji Rady Miasta Krakowa 1 kwietnia 2014. Podczas obrad radni proponowali dołączenie szeregu pytań dotyczących innych ważnych, ich zdaniem, dla mieszkańców kwestii. Ostatecznie zdecydowano, że mieszkańcy Krakowa będą odpowiadać na 4 pytania:

1. Czy jest Pani/Pan za zorganizowaniem i przeprowadzeniem przez Kraków Zimowych Igrzysk Olimpijskich w 2022 roku?
2. Czy jest Pani/Pan za budową Metra w Krakowie?
3. Czy jest Pani/Pan za stworzeniem w Krakowie systemu monitoringu wizyjnego, którego celem byłaby poprawa bezpieczeństwa w Mieście?
4. Czy zdaniem Pani/Pana w Krakowie powinno się budować więcej ścieżek rowerowych?

## Wyniki
Do wzięcia udziału w referendum uprawnionych było 585 140 osób. W głosowaniu wzięło udział 210 441 osób (35,96%), co oznacza, że referendum było ważne.
Odpowiedzi na poszczególne pytania:

1. „TAK” – 62 453 (30,28%), „NIE” – 143 796 (69,72%)
2. „TAK” – 112 856 (55,11%),„NIE” – 91 939 (44,89%)
3. „TAK” – 142 772 (69,73%), „NIE” – 61 969 (30,27%)
4. „TAK” – 175 033 (85,20%), „NIE” – 30 398 (14,80%)